# الشرق الأوسط الربع سنوية
الشرق الأوسط الربع سنوية (MEQ) مجلة فصلية، من منشورات مركز أبحاث منتدى الشرق الأوسط (MEF) أسسها دانيال بايبس في عام 1994. مكرسة للمواضيع المتعلقة بالشرق الأوسط والإسلام وتحلل المنطقة «من وجهة نظر المصالح الأميركية».
اتهم خوان كول، أستاذ تاريخ الشرق الأوسط بجامعة ميشيغان، المجلة بأنها تقوم بعمل «هجمات بذيئة على الأشخاص».

## الروابط الخارجية
1. ↑  Editors' Note: On Peer Review, Middle East Quarterly, Winter 2009, p. 3  نسخة محفوظة 22 ديسمبر 2017 على موقع واي باك مشين.
2. ↑  "Mau-mauing the Middle East". صالون (موقع إنترنت). مؤرشف من الأصل في 2019-05-07.